# San Felices de los Gallegos
San Felices de los Gallegos – gmina w Hiszpanii, w prowincji Salamanka, w Kastylii i León, o powierzchni 81,43 km². W 2011 roku gmina liczyła 484 mieszkańców.